# Somalijske oružane snage
Somalijske oružane snage predstavljaju vojne snage Somalije i ujedno jedine zakonite vojno-obrambene snage unutar međunrodno priznatih granica te zemlje. Na čelu oružanih snaga nalazi se predsjednik države koji je ujedno i vrhovni zapovjednik. Za djelovanje, opskrbu i potporu oružanih snaga nadležno je Ministarstvo obrane.

## Sastavnice
Somalijske oružane snage sastoje se od sljedećih rodova:
- Somalijska narodna vojska,
- Somalijska mornarica,
- Somalijsko ratno zrakoplovstvo i
- Somalijska policija.

## Povijest
Prije izbijanja Somalijskog građanskog rata, Somalija je imala najsnažniju i najbrojniju vojsku na Afričkom kontinentu, značajno unaprijeđenu i moderniziranu u vrijeme komunističke diktature Siada Barrea, ali i raspuštenu njegovim svrgavanjem 1991. godine. Oružane snage ponovno su uspostavljene 2014. godine iskazom Somalijske federalne vlade, Somalijskog parlamenta i Ministarstva obrane.

## Ljudstvo
Donja zakonska granica za pristupanje vojsci je navršenih 18 godina života. Svake godine u Somaliji oko 200.000 građana (podjednako žena i muškaraca) dosegne tu granice i postaje sposobno za odsluživanje dragovoljnog vonog roka ili novačenje u slučaju izbijanja oružanog sukoba.
U oružanim snagama djeluje 12.000 obučenih vojnika i 24.000 pričuvnih vojnika. Država godišnje iz proračuna izdvaja oko 0,9% za potrebe vojske.